# Vrhpolje (gmina Vipava)
Vrhpolje – wieś w Słowenii, w gminie Vipava. W 2018 roku liczyła 574 mieszkańców.